# 张缉 (元朝)
张缉（？—1355年），字士明，益都胶州（今山东省胶州市）人，元朝政治人物。
张缉其性孝顺友爱，能作诗文。至正七年（1347年），与兄长张绅、弟弟张经同重乡试，由泽州儒学正转任泰州幕职，后来弃官，在扬州奉养双亲。至正十五年（1355年），扬州大乱，张缉母姬氏正在卧病，贼人冲入卧室内，举枪想要刺姬氏，张缉用身体挡住姬氏，枪中张缉胁下，三日后死去。